# Danny Sapani
Danny Sapani (Londra, 15 novembre 1970) è un attore britannico.

## Biografia
Nato in Inghilterra da una famiglia ghanese che conta sei figli. Cresciuto ad Hackney, coltiva la passione della recitazione durante gli studi alla Central School of Speech and Drama. Recita in vari spettacoli teatrali come Medea e nel 2013 partecipa al film indiano Singam II nel ruolo di un potente boss della droga. Il suo ruolo più noto è quello di Sembene, nella serie horror Penny Dreadful, dove è protagonista per due stagioni. Di grande rilievo è anche l’interpretazione di Tony, un assistente sociale che compare nella prima stagione di Misfits.

## Filmografia parziale
- Misfits (2009)
- Penny Dreadful – serie TV, 18 episodi (2014-2015)
- The Bastard Executioner (2015)
- La battaglia di Jadotville (The Siege of Jadotville), regia di Richie Smyth (2016)
- Harlots – serie TV, 22 episodi (2017-2019)
- Black Panther, regia di Ryan Coogler (2018)
- MotherFatherSon – miniserie TV, 6 puntate (2019)
- Killing Eve – serie TV, 5 episodi (2020)
- Halo – serie TV, 10 episodi (2022-2024)
- Black Panther: Wakanda Forever, regia di Ryan Coogler (2022)
- Il ministero della guerra sporca (The Ministry of Ungentlemanly Warfare), regia di Guy Ritchie (2024)
- Operazione vendetta (The Amateur), regia di James Hawes (2025)

## Doppiatori italiani
Nelle versioni in italiano delle opere in cui ha recitato, Danny Sapani è stato doppiato da:
- Alberto Bognanni in Ultimate Force, Penny Dreadful, Il ministero della guerra sporca
- Mauro Magliozzi in Black Panther, Black Panther: Wakanda Forever
- Stefano Alessandroni in MotherFatherSon, Operazione vendetta
- Stefano Mondini in Misfits
- Massimo Corvo in In Trance
- Carlo Scipioni in Killing Eve
- Alberto Angrisano in Halo